# Боснийско-герцеговинское восстание
Герцеговинско-боснийское восстание (серб. Босанско-херцеговачки устанак), Герцеговинское восстание (серб. Херцеговачки устанак) — восстание против Османской империи, начавшееся в 1875 году в Невесине и вскоре распространившееся по всей Боснии.
Повстанцы снабжались оружием и поддерживались добровольцами из Черногории и Сербии. Восстание привело к началу сербско-турецкой, черногорско-турецкой войн и положило начало так называемому Великому Восточному Кризису (см. Восточный вопрос). Результатом восстания и войн против Османской империи стал Берлинский конгресс 1878 года, на котором Сербия и Черногория получили независимость, в то время как Австро-Венгрия оккупировала Боснию и Герцеговину, которая де-юре оставалась частью Османской империи.
В восстании отличились: Мичо Любибратич, Максим Бачович, Лазар Сочица, Перо Тунгуз, Пеция Петрович, Голуб Бабич, Стоян Ковачевич и Богдан Зимоньич.
На стороне восставших сражались русские революционеры-народники: С. М. Степняк-Кравчинский, Д. А. Клеменц, М. П. Сажин и другие.

## Восстание в Герцеговине

### Подготовка
Лидеры автономной Герцеговины Йован Гутич, Симон Зечевич, Илья Стеванович, Тривко Грубачич, Продан Рупар и Пётр Радович в августе и сентябре 1874 года встретились и приняли решение начать подготовку к восстанию, заготовлять оружие и боеприпасы. Также было необходимо заручиться поддержкой из Черногории. Срок начала восстания был определён весной 1875 года.
Эта группа в октябре вступила в переговоры с черногорским правителем Николой Петровичем. Правитель сначала не хотел преждевременных действий, отметив нежелание России новой войны с турками. Подготовка, однако, продолжилась. В Бильечском и Требиньском краях подготовкой руководили сердар Тодор Муичич, Глигор Миличевич, Василь Сворцан и Сава Якшич.
Турки узнали о подготовке к восстанию и пытались арестовать зачинщиков, но те зимой 1874 года бежали в Черногорию. В 1875 году Великие державы вмешались в попытки Турции поймать зачинщиков, в частности Австро-Венгрия, у которой был ряд своих интересов в Боснии и Герцеговине. Она просила у Турции помиловать зачинщиков.

### Невесиньска пушка

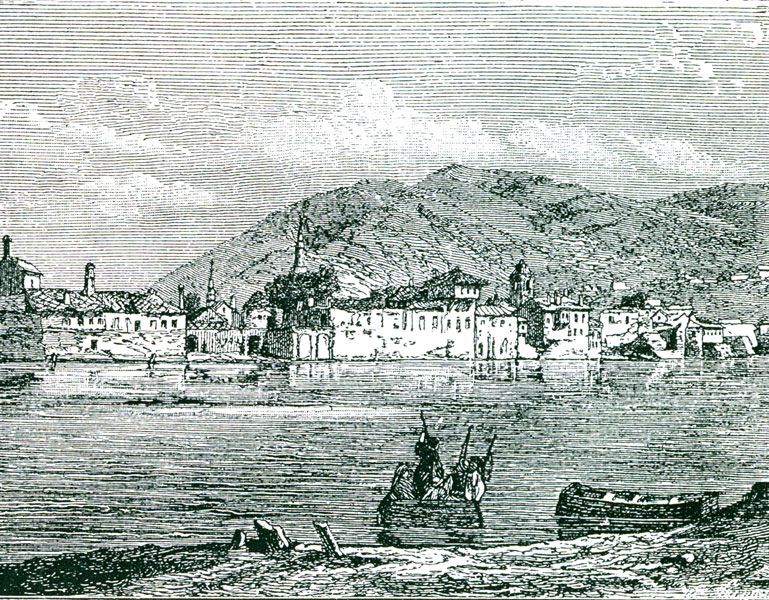
Требине

Лидеры повстанцев вернулись в 1875 году и продолжили подготовку восстания. План предусматривал сначала освобождение Невесиньского края, а затем и других частей Герцеговины.
Тем временем турки искали преступника Перу Тунгуза, который 5 июля на Цетьной поляне в Бишине напал на караван. Преследуя Перу, турки 9 июля столкнулись с вооружёнными крестьянами под командованием Джована Гутича на холме к северу от села Крекова. Этот конфликт стал известен как Невесиньска пушка и положил начало всеобщему восстанию по всей Герцеговине. Множество отрядов по 500—2000 человек соединились и напали на турецкие пограничные войска. Сначала Невесиньский, а затем Бильечский, Столачский края и в августе Гатачский край и приграничные территории рядом с Черногорией были отвоёваны у Турции.
Турецкие войска состояли из четырёх батальонов регулярной армии в общей сложности 1800 солдат. Развёрнутые в Мостаре, Требине, Никшиче, Фоче, они стояли на границе. Также имелось большое количество башибузуков. Турецким войском командовал Селим-паша, который, в свою очередь, находился под командованием Дервиш-паши, турецкого наместника в Боснии и Герцеговине. После начала восстания в Турции пытались выиграть время до подхода подкрепления, ведя переговоры с повстанцами. Повстанцы требовали снизить налоги, которыми турки облагали местное население. В августе 4000 турецких низамов (регулярное войско) достигли Боснии, а затем ещё четыре батальона морем добрались в Требине. Повстанцы в июле и августе уничтожили большую часть гарнизона и осадили Требине 5 августа. Турки деблокировали город 30 августа. В конце августа Сербия и Черногория обещали дать помощь для боевых действий в Боснии. Это привело к продолжению восстания.
Князь Никола послал Петра Вукотича и черногорских добровольцев под командованием Пеко Павловича. Сербское правительство, находясь под внешним давлением, не осмеливалось публично помогать восстанию, но послало Мичо Любибратича. Произошёл конфликт между повстанцами из-за разногласий между представителями черногорского и сербского правительства.

### Под Невесинем

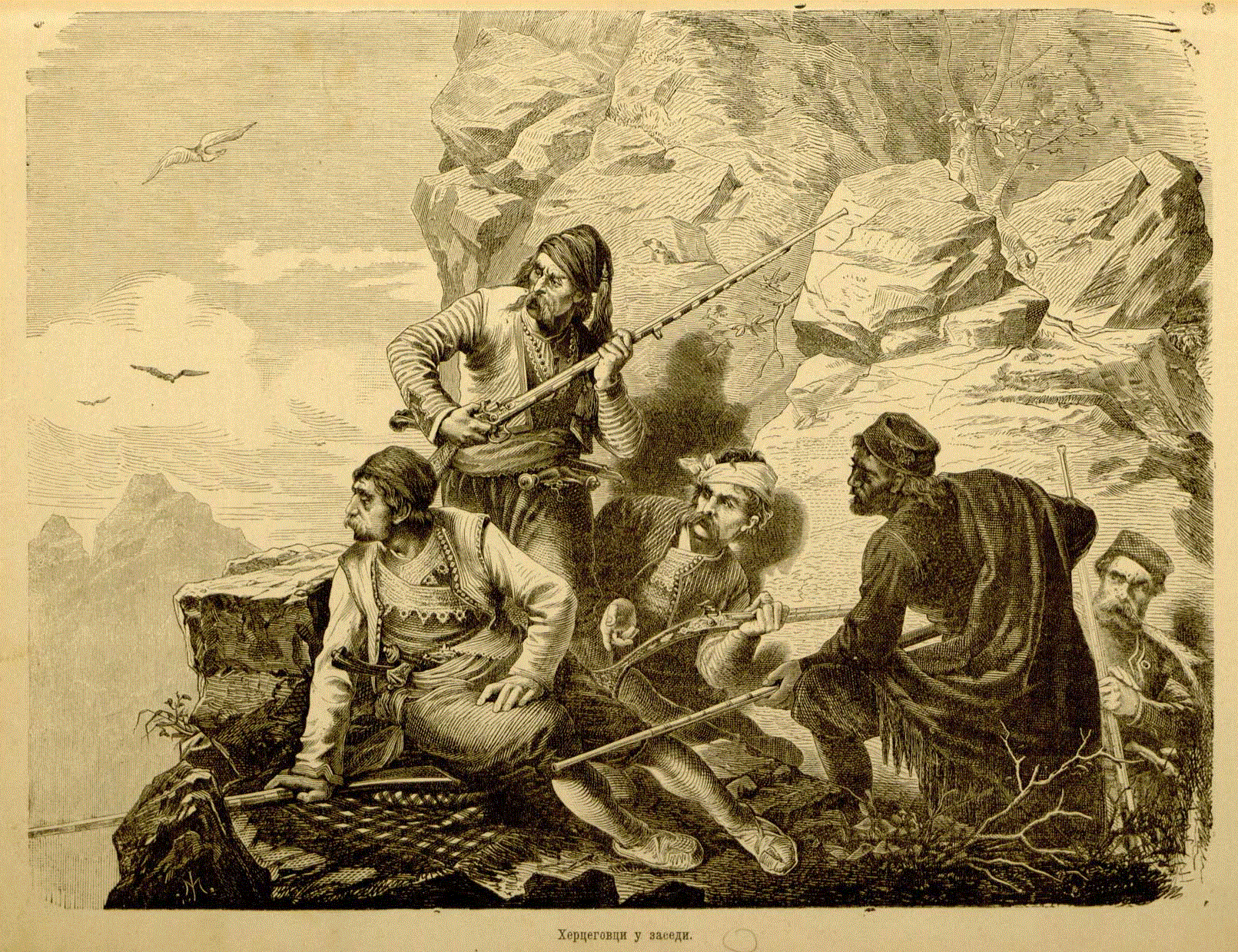
Герцеговинцы в засаде.

Первый значительный успех произошёл 29 августа при нападении на Невесине. Город защищали 370 солдат, отряд башибузуков и 300 кавалеристов. Нападение совершали 700 черногорцев и 2700 местных повстанцев. Город был взят. Этот успех помог начать переговоры с Портой и южно-славянскими городами, чтобы организовать помощь повстанцам. Белград, Нови-Сад, Загреб, Триест, Дубровник и Цетине организовали комитеты для помощи повстанцам. Усилиями Джузеппе Гарибальди и других подобные комитеты и общества создавалась в Риме, Венеции, Лондоне, Вене и в других местах.

### Конфликт под Прапратницей и блокада города
В конце августа туркам удалось собрать 15000 человек и 48 орудий. Повстанцев насчитывалось около 10000, орудий было намного меньше.
В сентябре начались турецкие блокады Никшича, Невесине, Гацко, Билечи и Горанско. В конце сентября турки получили ещё четыре батальона солдат регулярной армии. Это заставило Пеко Павловича и Мичо Любибратича 30 сентября принять бой на пути к Клек-Столац, под Прапратницей с двумя батальонами низамов. Им удалось нанести тяжёлый урон туркам и захватить сотни орудий, а затем уйти.
В октябре 49 караулов было захвачено повстанцами в районе Гацко, Голие и Баньина. С захватом этих территорий (каньон Дуге) повстанцы блокировали главную турецкую коммуникаци Гацко-Никшич.

### Поражение турок под Муратовичами
Турки получали новые подкрепления, а также в октябре прибыл новый командир Реуф-паша. Турки сделали попытку снять блокаду с Горанского и 10-11 ноября получили тяжёлый урон под Муратовичами от 3500 повстанцев.
Реуф-паша вошёл 24 ноября в Горанско с 4500 солдатами. На 22 декабря 8000 солдат выехали из Гацко в Никшич. На Крсцу повстанцы соединили силы, но из-за разобщённости командования нападение Лазара Сочица и Богдана Зимоньича (5000 повстанцев) на турок было отбито. Реуф-паша снабдил гарнизон, а затем вернулся в Гацко. Зиму 1875—1876 обе стороны использовали для отдыха и пополнения войск. Командиром повстанцев стал Пётр Вукотич.

### Турецкое усиление и дипломатическая интервенция
Турки в январе 1876 заменили командующего Реуфа-пашу на Мухтара-пашу, который тогда имел 30000 солдат под своим командованием, но только половина из них была готова к бою. Остальные были больны или ранены в предыдущих боях. Пеко Павлович с отрядом в 1500 человек из засады 18-20 января напали на 5 батальонов низамов и башибузук и победил их. Мухтар-паша в тайне собрал 16 батальонов в Требине. Ночью они перешли на Попово поле и 29-30 января со всех сторон напали на отряд Пеко Павловича. До ночи бились мятежники, но им удалось бежать в Зупце. Сербские потери были более чем 100 раненых и убитых.
Австро-Венгрия 31 января внесла новое предложение Порте для проведения реформ. Порта приняла это предложение, но не повстанцы, которые побудили австро-венгров начать переговоры с князем Николой. Никола стремился к расширению границ Черногории и признанию её, как суверенного государства, чтобы остановить оказание помощи повстанцам. В ходе дальнейших переговоров, турки предложили амнистию мятежникам, освобождения от десятины на год, от других налогов на 2 года и помощь в ремонте домов. Повстанцы стремились выдать земли христианам третьей страны и снятие турецких осад с Никшича, Фоки, Требине, Мостара, Столаца и Плевля. Турки отказали их требованиям.

### Борьба на Муратовиче и под Никшичем
В марте 1876 года турки проиграли ещё одну битву на Муратовичах с 800 погибшими и захватом 1300 орудий повстанцами. Мухтар-паша получил ещё больше подкреплений в марте и уже имел 22000 солдат. С началом апреля его силы в Гацко составляли 20 батальонов низамов и 2000 башибузуков. 13 апреля они направились к Никшичу, и повстанцы собрали силы только на выходе из каньона Дуге. Сражение длилось дни и ночи с 14 по 17 апреля и завершилось поражением повстанцев. Турки понесли значительные потери и ушли в Гацко. В Гацко силы Мухтара-паши увеличились ещё больше, до 29 батальонов низамов и 5000 башибузуков; с этими силами Мухтар-паша проник в Никшич 28-29 апреля. Существовало снабжение отрядов, но повстанцы почти сдались от голода. Однако, возвращаясь в Гацко, турки всё же понесли потери от нападений со стороны повстанцев.

### Развитие ситуации перед оккупацией БиГ
Так как восстание ещё не завершилось Германия, Россия и Австро-Венгрия предложили на два месяца прекращение огня и устроили встречу в середине мая. Параллельно с этим событием начались и переговоры между сербским и черногорским правительствами, которые привели к объявлению войны против Турции 30 июня 1876 года. Герцеговинские повстанцы вошли в армию Черногории и помогли выиграть 28 июля 1876 битву под Вучег Дола, 5 июня 1877 года битву при Крусах и захватить город Никшич в сентябре 1877 года. В 1878 году черногорская армия действовала вместе с повстанцами из Герцеговинины на побережье.

## Восстание в Боснии

### Подготовка
Началось несколько позже, чем в Герцеговине, и не было управляемо совместно в обоих краях. В ходе подготовки выделились Васо Видович, Симон и Йово Билбийа, Спасойе Бабич и Васо Пелагич. В соответствии с планом первыми должны были освободить деревни под Козарой, Просарой и Мотаицей, атаковать коммуникации и блокировать савские города, а позже захватить Баню-Луку. План предусматривал начало восстания 18 августа 1875. Прознав о готовящемся восстании, фермеры из Дворишта, Читлука, Петрине, Бачвана, Побрчана и Тавие 15 августа напали на редифа в Двориштиме. Лидером стал Остоя Корманош.

### Начало восстания
В начале захвачен был участок вокруг Просары и Козары, а в окрестностях Приедора образовался отряд из около 400 повстанцев под командованием Перо Бабича. Они блокировали Приедор, а затем под руководством Марка Хенадийе атаковали Босанску Костайницу 19 августа. Там они потерпели поражение. Турецкие войска быстро сформировали караулы из башибузук в Баня-Луке, Травнике, Бихаче, Босанской Дубице и Костайнице, Приедоре и Стари Майдане. Повстанцы отступили перед превосходящими силами. 25 августа повстанцы разделились на небольшие группы, чтобы избежать разгрома, под командованием Петра Поповича Пеция. С его помощью на реке Сава 9-10 сентября прибыли в больших количествах орудия, переданные из Сербии для помощи восстанию. На следующий день турецкое войско атаковало повстанцев в Просаре и победили повстанцев на Саве, где погибли Корманош и Пеция. Восстание, однако, продолжало распространяться в юго-западной части Боснии (боснийская Краина), где главой восстания стал Голуб Бабич.
Комитеты помощи были сформированы в Сербии, Черногории и Хорватии. Главный комитетпомощи восстания был основан в Белграде в августе 1875 года, а затем появились и в других местах. В Новой Градишке было основано Главное управление боснийского восстания за освобождение.
Сербские воеводы пытались действовать так, чтобы Босния досталась Сербии, а хорватские добивались объединения с Хорватией. На Ямницком Сборе 16-17 декабря 1875 произошли также столкновения между сторонниками Обреновичей и Карагеоргевиечей.

### 1876 года и провозглашение об объединении
Весной 1876 года продолжились действия повстанцев в частности под Козарой и Просарой, Грмечем, Вичакой и Мотаицей. Голуб Бабич зимой закупил 200 орудий, винтовки, пороха и свинца для них. Высшее руководство включало Бабича, Илью Бильбию и Тодора Сучевича. Бабич не нападал на хорошо укреплённые и защищённые города, а атаковал маленькие турецкие отряды. 30 июня Сербия вступила в войну против Турции, и стала ещё больше помогать повстанцам. Повстанческое руководство 2 июля 1876 провозгласило об объединении Боснии с Княжеством Сербия. Голуб Бабич с повстанцами 9 июля захватил Саницу и Бравско, а 2-7 июля Босанско Грахово.

### Смена командования
Затем, вместо Бабича, взял на себя командование полковник из Сербии Милета Деспотович. Он организовал армию, ужесточил дисциплину и начал строить планы на завоевание городов и районов Боснии, где они будут организовывать сербское правление. В соответствии с планом, было совершено нападение на Оджак 23 августа и он был захвачен повстанцами, но стало ясно, что оккупация города нереальна для столь небольшой группы. После провала войны Сербии с Турцией и прекращения огня 1 ноября, восстание пошло на убыль. Отсутствие единства среди лидеров восстания и плохая дисциплина давали преимущество Турции.

### Битва под Седлой и конец восстания

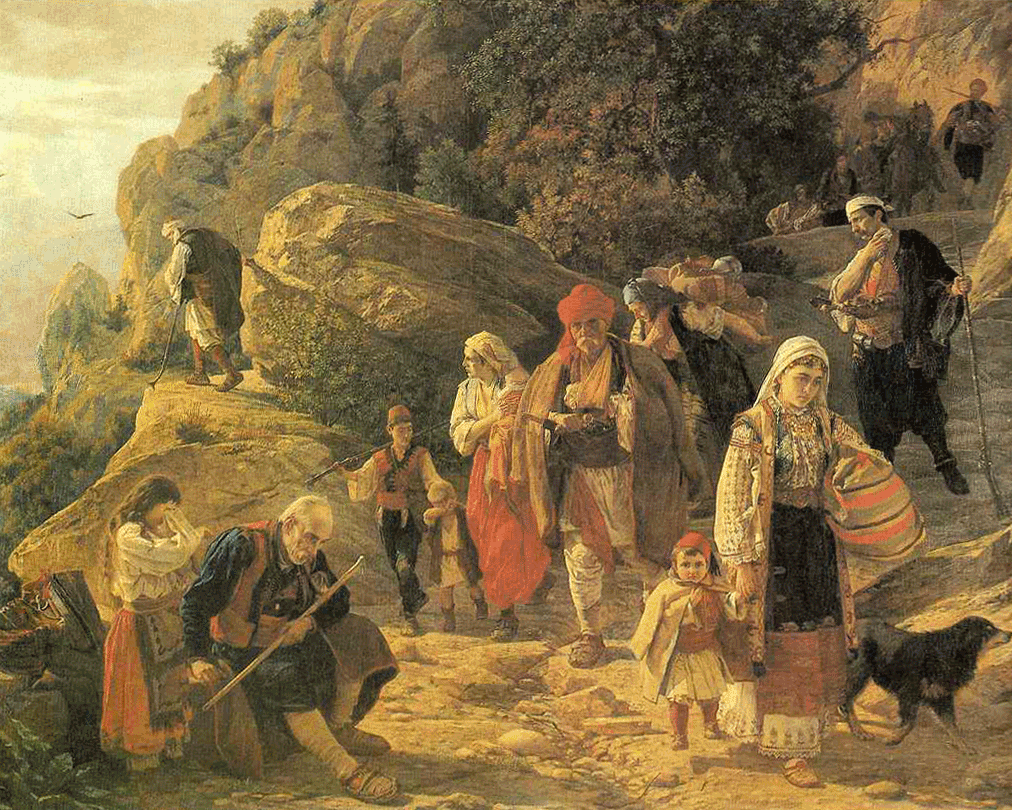
«Беженцы из Герцеговины», картина Уроша Предича

Весной 1877 года повстанцы пошли в атаку с 5000 людьми. Их продвижение продолжалось с ограниченным успехом. Деспотович с повстанцами в мае добрались до центра Боснии, в котором турки сгруппировали силы (20.000 солдат) с намерением уничтожить командование восстания под Тишковцем и Чёрными Потоками. Бабич предлагал избегать фронтальных боевых действий, но Деспотович отказался и с 3000 повстанцами оккупировал Седло. Там на них напали турки 4 августа, и это сражение привело к краху восстания.
Деспотович бежал в Австрию, где он был взят в плен и интернирован с группой повстанцев. Бабич бежал в Лику, а затем вернулся в Боснию с намерением продолжить восстание. Не в состоянии получить помощь из Сербии и России, он остался совсем один. Народное Собрание из 200 делегатов избрало временное правительство Боснии из 14 членов. Правительство включило Голуба Бабича, Владимира Йонина, Йово Билбия, Йово Скоблу, Вида Милановича и других. Большая часть этого правительства была поймана в ближайшее время, а Австро-Венгрия оккупировала Боснию в 1878 года по соглашению Берлинского конгресса.

## Причины поражения
Главной причиной поражения были разобщённость руководства, неблагоприятная политическая ситуация и неправильные тактические ходы против превосходящих турецких сил. Восстание могло бы быть успешным в случае военной помощи России.